# Lokasha
Lokasha is een Marathi-dagblad, dat uitkomt in Beed in de Indiase deelstaat Maharashtra. De broadsheet is hier een van de meestgelezen kranten. Het is de eerste Marathi-krant die met een ePaper kwam. De editor is Vijayaraj Bumb (2013).